# Jean-Baptiste Nairac
Pour les articles homonymes, voir famille Nairac et Nairac.
Jean-Baptiste Nairac, né à Bordeaux le 15 décembre 1738 et mort à Paris le 27 avril 1817, est un négociant, armateur, négrier et homme politique français.

## Biographie
Jean-Baptiste Nairac est le fils de Pierre Nairac, raffineur et armateur à Bordeaux, et de Suzanne-Marguerite Roullaud, et le frère de Pierre-Paul Nairac. Il épouse en 1761 Marie Belin, fille de l'armateur Claude-Étienne Belin, directeur de la chambre de commerce de La Rochelle, et petite-fille de Jacques Carayon.
Il s'établit à La Rochelle comme armateur et négociant. Il est syndic de la chambre de commerce de La Rochelle en 1773. 
Entre 1763 et 1777, Jean Baptiste Nairac monte au moins 17 expéditions de traite négrière au départ de la Rochelle, déportant plus de 5 000 personnes vers les Antilles. 
Il est élu député suppléant aux États généraux de 1789 pour la sénéchaussée de La Rochelle.
Haut juré de la Charente-Inférieure le 8 septembre 1791, et confirmé dans ces fonctions le 11 juillet 1792 et le 25 août 1795, il est élu député au Conseil des Cinq-Cents le 24 germinal an V (13 avril 1797) par le département de la Charente-Inférieure.
Favorable au coup d'État de brumaire, il est choisi par le Sénat conservateur, le 4 nivôse an VIII, pour représenter son département au nouveau Corps législatif et y siège jusqu'au 28 mai 1803.
Quelques mois avant d'en sortir, il fait des démarches, sans succès, pour entrer au Tribunat, et il adresse la note qui suit « au citoyen Le Mercier, sénateur, Palais du Sénat, au Luxembourg : Le citoyen Nairac, membre du Corps législatif, a l'honneur de soumettre au Sénat le vœu qu'il forme pour passer au Tribunat. Il croit que sa qualité de négociant l'y placerait aujourd'hui plus utilement que jamais. Si une longue expérience du commerce, quelque réputation de talent, un nom connu et estimé, quatre députations de commerce, avant et depuis la Révolution, six années de législature n'autorisent point le vœu du citoyen Nairac, ils le justifieront du moins d'indiscrétion auprès du Sénat ».

## Sources
- « Jean-Baptiste Nairac », dans Adolphe Robert et Gaston Cougny, Dictionnaire des parlementaires français, Edgar Bourloton, 1889-1891 [détail de l’édition] : « Jean-Baptiste Nairac », sur Gallica